# Desastres em 1912
Nesta página encontrará referências aos desastres ocorridos durante o ano de 1912.

## Fevereiro
- 8 de Fevereiro - Naufrágio a cerca de 45 milhas da ilha do Faial, do iate inglês “Norma B. Strong”, de 157 toneladas de arqueação e com 6 tripulantes a bordo.

## Abril
- 14 de abril - O transatlântico RMS Titanic, naufraga após colidir com um iceberg no Oceano Atlântico.[1] Mais de 1500 pessoas perdem a vida, incluindo o capitão Edward Smith.